# Sagara Taketō
Sagara Taketō est un nom japonais traditionnel ; le nom de famille (ou le nom d'école), Sagara, précède donc le prénom (ou le nom d'artiste).
Sagara Taketō (相良 武任, 1498-1551) est un samouraï au service du clan Ōuchi et un fils de Sagara Masato.
Originaire de la province de Higo, il sert le clan Ōuchi comme son père en est devenu vassal. À partir de 1543 environ, avec le soutien d'Ōuchi Yoshitaka, il dirige une faction d'obligés qui prêchent une approche plus souple, par opposition à la faction dirigée par Sue Harukata, qui prône une ligne dure. Une des raisons de la querelle interne du clan Ōuchi est la conséquence d'une divergence de vues entre Taketō et Harukata relativement à l'évolution future du clan. En 1550, face à une confrontation imminente avec Harukata, il tente de fuir vers la province de Chikuzen mais est capturé et placé en résidence surveillée. Taketō essaye d'apaiser Harukata en mariant sa fille au fils de Harukata mais la relation reste peu chaleureuse.
En 1551, Harukata se révolte et Taketō est tué au château de Hanao.

## Source de la traduction
- (en) Cet article est partiellement ou en totalité issu de l’article de Wikipédia en anglais intitulé « Sagara Taketō » (voir la liste des auteurs).